# Anthony Braxton
Anthony Braxton (født 4. juni 1945, Chicago) er en amerikansk komponist, saxofonist og orkesterleder.
Han er en bemærkelsesværdig instrumentalist på næsten alle saxofontyper, men det er måske snarere som komponist han vil huskes, med en musik fra rene solostykker til værker for symfonisk besætning.